# Cyrtopogon pictipennis
Cyrtopogon pictipennis là một loài ruồi trong họ Asilidae. Cyrtopogon pictipennis được Coquillett miêu tả năm 1899. Loài này phân bố ở vùng Cổ Bắc giới và châu Á.